# 網路民族誌
網路民族誌（英語：Cyber-ethnography）或稱為數位民族誌或虛擬民族誌。民族誌是研究者深入某个特殊群体的文化之中，从其内部描述和诠释有关意义与行为的调查研究方法。它最早是由一些文化人类学家所采用，如马林诺夫斯基（Malinowski）、博阿斯（Boas）等。人类志法强调研究者的在现实环境中的工作（field work，有别于实验室试验 laboratory work），也就是要求研究者必须深入研究对象的自然环境，以广泛地搜集资料，对研究对象做详尽的描述。
人类志方法同样可以运用于当代社会，目前这种调查研究方法已经广泛地被其他学科如社会学、心理学、政治学等的学者 所采用。与人类学的人类志研究不同的是，这些研究已经不再将研究对象局限于边缘或弱势人群——诸如那些贫穷无助和被认为不正常的人，例如20世纪20年 代，芝加哥学派的城市人类志社会学家，极力关注的是偏离常规的亚文化，即芝加哥的各种贫困团体成员：歹徒、流浪汉、贫民窟居住者、自杀者、少数民族居民、 职业舞女——相反，现代人类志研究方法所关注的对象在很多情况下是重要的精英群体，它已在社会科学中形成一股新的趋向，用以弥补量化研究的不足。
综上所述网络+志合起来看就是互联网上的人类志。就是把人类志方法运用到互联网上，通过网络这种现代媒介进行研究。因此网络志 (Netnography) 也被直接叫做 "Cybernetgography" 或 "online ethnography"，Marotzki 把传统的人类进过两次两次转变用以研究网上出现的新的文化现象。他指出网络志的的两个特征: 运用定性调查的方法工具和调查主要涉及网络社群。
网络志除了能被用于研究网络上的群体文化，还可以被用作与研究别的课题. 第一个提出 "Netnography" 的 Kozinets 通过对网络社群 (online Community) 进行人类志的调查来进行消费者研究和产品市场研究。他在著作中通过调查得到了用户对某一种产品的消费行为方式 (Consumer behavior)。这种详细的关于活生生的费者及其行为的描述给予产品的出产公司提供了极大的帮助，直接影响到其产品的市场销售。 Kozinets 给予在经济学的研究上一个崭新的方法，他开发了一个完全新的研究领域。在他的书中他定义网络志为网络观察，一种定性的研究网络社群中成员的信息交流的方法。 Kozinets 给如何运用网络志做研究提供了一个四个步骤的纲要：1)文化进入；2)收集分析数据；3)确定表达的正确可靠性；4)研究道德。 整个纲要描述了如何辨认网络社群，在和网络用户打交道是值得注意的问题, 怎样进行网络观察以及搜集信息，怎样判别收集到信息的可靠性以及实行网络志研究时的道德准则。他还指出了在准备网络志项目时定义具体的研究问题非常重要。把通过网络志得到的信息全面化时还需运用别的市场调查的工具以用来三角作用。